# William Slade (Politiker)

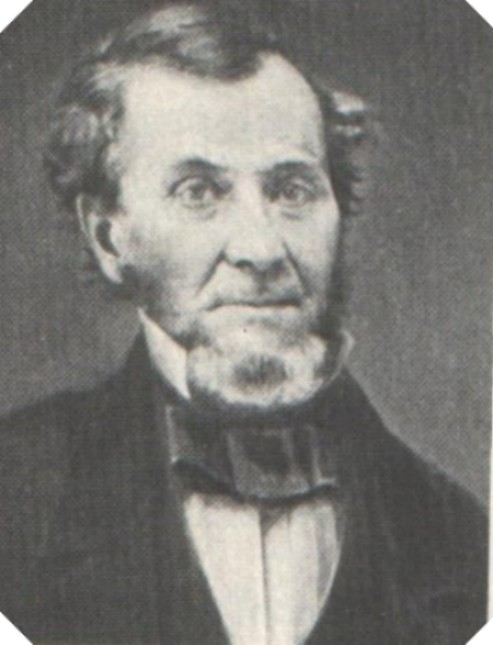
William Slade

William Slade Jr. (* 9. Mai 1786 in Cornwall, Vermont Republic; † 18. Januar 1859 in Middlebury, Vermont) war ein US-amerikanischer Politiker und von 1844 bis 1846 Gouverneur des Bundesstaates Vermont. Zwischen 1831 und 1843 vertrat er seinen Staat als Abgeordneter im US-Repräsentantenhaus.

## Frühe Jahre und politischer Aufstieg
William Slade besuchte die öffentlichen Schulen seiner Heimat und das Middlebury College. Nach einem anschließenden Jurastudium und seiner im Jahr 1810 erfolgten Zulassung als Rechtsanwalt begann er in Middlebury in diesem Beruf zu arbeiten. In dieser Stadt gab er zwischen 1814 und 1816 auch eine lokale Zeitung heraus und betrieb einen Buchladen sowie eine Druckerei. Dort wurden auch die Gesetzbücher des Staates Vermont und andere Dokumente der Staatsregierung verlegt.
Zu Beginn seiner politischen Laufbahn war Slade Mitglied der Demokratisch-Republikanischen Partei. Im Jahr 1812 war er bei der Präsidentschaftswahl einer der Wahlmänner von James Madison. Zwischen 1815 und 1822 war er als Secretary of State geschäftsführender Beamter des Staates Vermont. Danach war er für kurze Zeit als Richter im Addison County tätig. Von 1823 bis 1829 war er im Außenministerium in Washington angestellt. Nach der Auflösung seiner Partei schloss sich Slade zunächst der Anti-Freimaurer-Bewegung in Vermont (Anti-Masonic Party) und dann der Whig Party an.

## Kongressabgeordneter und Gouverneur
Nach dem Tod des Kongressabgeordneten Rollin Carolas Mallary wurde Slade zu dessen Nachfolger in das US-Repräsentantenhaus gewählt. Nach einigen Wiederwahlen konnte er sein Mandat zwischen dem 1. November 1831 und dem 3. März 1843 ausüben. William Slade war ein Gegner der Sklaverei und ein Befürworter von Einfuhrzöllen. Beide Themen spielten damals bundespolitisch eine wichtige Rolle. Nach seiner Zeit in der Bundeshauptstadt wurde Slade zwischen 1843 und 1844 Notar am Vermont Supreme Court. Im Jahr 1844 war er Kandidat der Whigs für das Amt des Gouverneurs. Der Wahlausgang war aber so knapp, dass die Legislative den Gouverneur bestimmen musste. Diese entschied sich für Slade. Insgesamt war Slade zwischen dem 11. Oktober 1844 und dem 9. Oktober 1846 Gouverneur seines Staates. Seine Amtszeit wurde vom Ausbruch des Mexikanisch-Amerikanischen Krieges überschattet, zu dem auch Vermont seinen Beitrag leisten musste. Der Gouverneur war persönlich ein Gegner dieses Krieges und der Politik von Präsident James K. Polk; er sprach sich entschieden gegen die Annexion von Texas aus. In Vermont wurde unter Gouverneur Slade das Schulsystem neu organisiert. Ein persönlicher Konflikt mit dem US-Senator Samuel S. Phelps führte auch zu Spannungen zwischen Slade und seiner Partei, die ihm in der Folge ihre Unterstützung entzog.
Nach dem Ende seiner Gouverneurszeit wurde William Slade bis zu seinem Tod im Jahr 1859 Mitglied des nationalen Erziehungsrates (Board of National Popular Education). Ziel dieser Organisation war es, den Westen der Vereinigten Staaten bildungspolitisch zu fördern, indem man Lehrerinnen aus dem Osten in diesen Landesteil versetzte. Mit seiner Frau Abigail Foot hatte Ex-Gouverneur Slade neun Kinder.